# Organisation mondiale des jeunes espérantophones
Pour les articles homonymes, voir Tejo.
L'Organisation mondiale des jeunes espérantophones (en espéranto : Tutmonda Esperantista Junulara Organizo) ou TEJO est une organisation culturelle, éducative et politico-linguistique qui organise des rencontres, des programmes éducatifs et utilise la langue internationale espéranto. Elle dépend historiquement de l’Association mondiale d'espéranto, mais son statut d’indépendance est envisagé depuis le 100e congrès mondial d'espéranto à l’été 2015, dans le but d'avoir notamment une reconnaissance propre.

## Présentation
L’association a actuellement des contacts avec 46 sections nationales et 13 organisations qui ne sont pas encore membres. Elle organise le Congrès international de la jeunesse chaque année dans un lieu différent dans le monde. Des séminaires sont proposés aux jeunes participants sur un thème commun. Par l'utilisation de l'espéranto, l'association souhaite défendre la richesse culturelle issue de la diversité linguistique, les droits de l'homme concernant les minorités linguistiques, et l'intercompréhension mondiale par l'accès facile à des contacts internationaux.

## Activités
À travers l’association mondiale d’espéranto dont elle dépend, TEJO édite la revue Kontakto, au contenu socio-culturel à destination des jeunes et des nouveaux apprenants d’espéranto. Elle parait 5 fois par an. Le Pasporta Servo, service d’hébergement entre espérantophones depuis 1974, est administré par TEJO.

## Bureau

### Bureau de 2021-2022
Pour la période 2021-2022, le bureau est composé de  :
- Léon Kamenický (eo) : président
- Albert Stalin Garrido (eo) : vice-président
- Inès Kahin (eo) : vice-présidente
- « Roĉjo » Rogier Huurman (eo) : secrétaire générale
- Veronika Venislovas (eo) : trésorière
- Valentin Ceretto-Bergerat (eo) : membre du bureau
- Tyron Surmon (eo) : membre du bureau

### Bureau de 2020-2021
Pour la période 2020-2021, le bureau est composé de  :
- Charlotte Scherping Larsson (eo) : présidente
- « Tuŝka » Konstanze Schönfeld (eo) : secrétaire générale
- « Feliĉa » Mung Bui (eo) : trésorière
- Carlos Pesquera Alonso (eo) : premier vice-président
- Tomáš Stano (eo) : second vice-président
- Karina Oliveira (eo) : membre du bureau
- Klara Értl (eo) : membre du bureau
- « Roĉjo » Rogier Huurman (eo) : membre du bureau
- Albert Stalin Garrido (eo) : membre du bureau

### Bureau de 2018-2019
Pour la période 2018-2019, le bureau est composé de  :
- « Ĝojo » Hoan Tran (eo) : présidente
- « Tuŝka » Konstanze Schönfeld (eo) : secrétaire générale
- « Feliĉa » Mung Bui (eo) : trésorière
- Léon Kamenický (eo) : premier vice-président
- Francesco Maurelli (eo) : second vice-président
- « Hanso » Hans Becklin (eo) : membre du bureau
- Arturo Crespo (eo) : membre du bureau
- « Kingslim » Kossi Gadou a Edah (eo) : membre du bureau
- Olga Şevcenco (eo) : membre du bureau

### Liste des présidents successifs
| Période   | Président                        | Pays d’origine     |
| --------- | -------------------------------- | ------------------ |
| 1938–1949 | Pieter Krijt (eo)                | Pays-Bas           |
| 1949–1951 | Cornelis Geurts                  | Pays-Bas           |
| 1952–1955 | Tammo Kanter (eo)                | Pays-Bas           |
| 1955–1956 | Heinrich Reiter (eo)             | Autriche           |
| 1956–1964 | Günther Becker (eo)              | Allemagne          |
| 1964–1968 | Ivo Osibov (eo)                  | Yougoslavie        |
| 1968–1969 | Hans Michael Maitzen (eo)        | Autriche           |
| 1969–1971 | Humphrey Tonkin                  | États-Unis         |
| 1971–1973 | Renato Corsetti                  | Italie             |
| 1973–1974 | Flóra Szabó-Felső (eo)           | Hongrie            |
| 1974–1976 | Claude Nourmont (eo)             | France, Luxembourg |
| 1977–1979 | Savas Tsiturides (eo)            | Grèce              |
| 1979–1981 | Stefan MacGill                   | Pays-Bas, Hongrie  |
| 1981–1983 | Amri Wandel                      | Israël             |
| 1983–1987 | Ian Jackson (eo)                 | Royaume-Uni        |
| 1987–1991 | Jan Koszmaluk (eo)               | Pologne, France    |
| 1991–1995 | Saskia Idzerda (eo)              | Pays-Bas           |
| 1995–1997 | Danny ten Haaf (eo)              | Pays-Bas           |
| 1997–1999 | Joseph Truong (eo)               | États-Unis         |
| 1999–2001 | Sjoerd Bosga (eo)                | Pays-Bas           |
| 2001–2003 | Holger Boos (eo)                 | Allemagne          |
| 2003–2005 | Bertrand Hugon (eo)              | France             |
| 2005–2006 | Heming Welde Thorbjørnsen (eo)   | Norvège            |
| 2006–2007 | David-Emil Wickström (eo)        | Europe             |
| 2007      | Haris Subašić (eo)               | Bosnie-Herzégovine |
| 2007–2011 | Gregor Hinker (eo)               | Autriche           |
| 2011–2015 | Łukasz Żebrowski (eo)            | Pologne            |
| 2015–2017 | Michael Boris Mandirola          | Italie             |
| 2017      | Enric Baltasar (eo)              | Espagne            |
| 2017–2019 | Hoan Tran (eo)                   | Viêt Nam           |
| 2020–2021 | Charlotte Scherping Larsson (eo) | Suède              |
| 2021–2022 | Léon Kamenický (eo)              | Slovaquie          |